# Ricardo Tormo
Ricardo Tormo Blaya (Canals, Valencia; 7 de septiembre de 1952-Valencia; 27 de diciembre de 1998) fue un piloto español de motociclismo. Ganó dos Campeonatos del Mundo de 50cc, en 1978 y 1981. En el ámbito nacional, se coronó campeón de España en ocho ocasiones, con cuatro títulos en la categoría de 50cc y otros cuatro en 125cc.
Un grave accidente acaecido el 24 de abril de 1984, mientras probaba una Derbi 80cc en el polígono industrial de Can Roca de Martorelles, puso fin su carrera como piloto.
Compitió con diversas marcas a lo largo de su carrera, entre ellas destacan: Bultaco, Kreidler, Garelli, Sanvenero, MBA y Derbi.

## Biografía
Ricardo Tormo nació en Ayacor, una pedanía del municipio español de Canals (Valencia), en el seno de una familia humilde. 
Desde niño, Ricardo Tormo mostró un gran interés por la mecánica, desmontando y explorando el funcionamiento de distintos objetos antes de comenzar su carrera en el motociclismo. 
Esta curiosidad innata se refleja en una anécdota de su autobiografía: mientras sus padres estaban en el cine, desarmó una radio averiada de la casa. Pese a la reprimenda recibida, dedicó horas a repararla y, para sorpresa de su padre, logró hacerla funcionar.
A los ocho años, Tormo se mudó con su familia a Canals, donde comenzó a trabajar en el taller de su tío Pascual, una experiencia que le permitió, a los catorce años, restaurar en dos semanas su primera motocicleta, una Ducson de 49cc en muy mal estado.
Su padre, también llamado Ricardo, era albañil, aficionado al flamenco y conocido como cantaor y "versaor" de poemas populares. Por su parte, su madre, Lucía, era originaria del Estrecho de San Ginés, en la Región de Murcia. Ricardo era el mayor de cuatro hermanos: Pascual, Paco y Antonio. Su hermano Antonio trabajó para Ricardo como mecánico en el Campeonato Mundial de 1983.

## Inicios
Ricardo Tormo Blaya era menor de edad cuando consiguió un segundo puesto en su estreno como piloto federado en Cullera (Valencia) el año 1971. Sin embargo, hasta 1972 no volvió a correr por expresa oposición de su padre. Después de un año en blanco, en la prueba que abría el calendario de la categoría de 75 Junior, se proclamó vencedor en Guadasuar (Valencia).
En 1973 Ricardo se inició en el Campeonato del Mundo y consiguió su primer punto en la séptima carrera del Mundial sobre el asfalto del Circuito del Jarama (Madrid), mientras que en la competición nacional se hizo con un cuarto puesto en 50 cc, una marca que mejoraría la siguiente temporada en la que finalizó tercero.

## Campeonato de España
En 1973, Ricardo Tormo consiguió una Derbi RAN, también conocida como Réplica Ángel Nieto, una motocicleta de 50cc diseñada para ofrecer a los jóvenes pilotos la oportunidad de competir con una máquina de alto rendimiento. 
Para asignar estas motocicletas, debido a la alta demanda, Derbi organizó unas jornadas de entrenamientos en el circuito del Jarama. El objetivo era adjudicar las unidades disponibles a los pilotos que obtuvieran los mejores tiempos. Durante los entrenamientos, Tormo logró marcar el mejor tiempo entre todos los participantes, superando a destacados pilotos como Manolo Varea, Emilio Gracia, Enrique Escuder y Pascual Royo, entre otros.
El rendimiento de Tormo en la jornada de la adjudicación no solo le permitió asegurarse una de las motos producidas en Mollet, sino que también logró rodar más rápido que algunos de los pilotos oficiales de Derbi, como Ángel Nieto, Benjamín Grau y Joan Parés, quienes también estaban presentes en el circuito madrileño. 

#### Ascenso a la categoría Senior (1973)
En 1973, Tormo obtuvo la licencia senior, lo que le permitió competir en categorías superiores del Campeonato de España. En su primera carrera de la temporada, celebrada en Canals, ganó en la categoría de 50cc con su Derbi RAN y finalizó en tercer lugar en la categoría de 250cc, detrás de Pedro Cegarra y Enrique Escuder. A lo largo del campeonato, mostró un rendimiento constante, finalizando en la cuarta posición en 50cc, detrás de Benjamín Grau, Jaime Alguersuari y Ángel Nieto. En la categoría de 250cc, terminó séptimo. Una descalificación en el circuito del Jarama por cambiar de moto sin autorización afectó su clasificación final.

#### Temporada 1974
En 1974, Tormo comenzó liderando el Campeonato de España de 50cc, pero su progreso se vio interrumpido en abril cuando fue llamado al servicio militar. Sin embargo, logró participar en las "24 Horas de Montjuïc", formando equipo con Jaime Alguersuari en una Bultaco 360, aunque tuvieron que abandonar la carrera debido a una caída. Al finalizar la temporada, Tormo alcanzó el tercer puesto en el campeonato de 50cc, superado solo por Ángel Nieto y Benjamín Grau. En la categoría de 250cc, terminó en cuarta posición, detrás de Nieto, Grau y Víctor Palomo.

#### Temporada 1975
En 1975, con el apoyo de la empresa textil Ferrys y de Bultaco, Tormo recibió una Bultaco TSS 250 con  cilindro  Pursang para competir en el Campeonato de España. Logró la victoria en Xàtiva en la categoría de 125cc y obtuvo podios en 50cc y 250cc. Sin embargo, durante una carrera en Guadalajara, sufrió un grave accidente en la categoría de 250cc, fracturándose la tibia y el peroné, lo que puso fin a su temporada prematuramente y que le mantuvo durante más de cinco meses apartado de la competición. Pese al accidente Tormo quedó en tercera posición del campeonato en las categorías de 50cc y 125cc además de un cuarto puesto en 250cc.

#### Temporada 1976
Después de su recuperación, Tormo volvió a las competiciones en 1976, esta vez como parte del equipo oficial de Bultaco. En su reaparición tras el accidente de 1975, quedó segundo en la primera prueba del Campeonato de España celebrada en Cullera.
Su participación en el Campeonato de España de 50cc se saldó con victorias importantes, incluida la de Martorellas, y finalizó la temporada como subcampeón detrás de Ángel Nieto.

#### Temporada 1977
En 1977, Tormo continuó su carrera con Bultaco, centrando sus esfuerzos en el Campeonato de España de 50cc. Una serie de victorias le permitió proclamarse Campeón de España en esta categoría. No obstante, sufrió un grave accidente al final de la temporada, durante el III Trofeo de Velocidad de San Vicente de Raspeig, celebrado en un circuito urbano en Alicante. Participando en la categoría 250 Super con una Yamaha prestada por la Escudería Drac, Tormo lideraba la carrera cuando un fallo en los frenos le hizo perder el control de la motocicleta y se estrelló contra un grupo de aficionados que había desbordado las protecciones de paja. El incidente provocó varios heridos, entre ellos cinco graves, y el posterior fallecimiento de un niño de 10 años. Tormo sufrió fracturas en cinco vértebras, así como en la tibia y el peroné.

#### Temporada 1978
A pesar de que en 1978 su principal enfoque era el Campeonato del Mundo, Tormo continuó compitiendo en el Campeonato de España. Ese año, se proclamó nuevamente Campeón de España en la categoría de 50cc y obtuvo el subcampeonato en 125cc, demostrando su habilidad para manejar varias cilindradas y reafirmando su posición en el panorama del motociclismo español.

#### Temporada 1979
En 1979, tras la retirada de Bultaco de las competiciones oficiales, Tormo se quedó sin equipo de fábrica. Sin embargo, eso no le impidió seguir compitiendo, y se proclamó Campeón de España en las categorías de 50cc y 125cc, superando a pilotos destacados como Ángel Nieto, que competía con Derbi. Estos logros demostraron su capacidad para sobresalir incluso sin el apoyo de una marca oficial.

#### Temporada 1980
En 1980, Tormo volvió a destacar en el Campeonato de España, proclamándose campeón en la categoría de 125cc. Este logro fue particularmente significativo, ya que coincidió con un momento crítico en su carrera, cuando se encontraba sin moto para competir en el Campeonato Mundial debido a los problemas de la fábrica Bultaco.

#### Temporada 1981
En 1981, Tormo continuó su racha de éxitos en el Campeonato de España. A pesar de centrarse en el Campeonato Mundial, donde consiguió su segundo título mundial en 50cc, también se coronó campeón de España en 125cc. Este año fue particularmente notable por su capacidad para manejar varias categorías de cilindrada a la vez y mantener un rendimiento destacado en ambas competiciones, nacional e internacional.  Además, durante esta temporada, ayudó a consolidar la carrera de Jorge Martínez "Aspar", cediéndole sus motocicletas para permitirle competir en la categoría de 50cc del campeonato nacional, quien acabó imponiéndose victorioso ese año.

#### Temporada 1983
En 1983 Tormo aún logró mantener su competitividad en el ámbito nacional. Se proclamó campeón de España en 125cc con Autisa.

## Campeonato del Mundo

### La primera oportunidad con Bultaco (1977)
En 1977, Ricardo Tormo se unió al equipo oficial de Bultaco para competir en el Campeonato del Mundo de Motociclismo en la categoría de 50 cc, compartiendo equipo con Ángel Nieto.
En la segunda prueba del campeonato, el Gran Premio de Imola, en Italia, Tormo consiguió su primer podio en el mundial al terminar en segunda posición. A lo largo de la temporada, Tormo mostró un rendimiento consistente, destacándose en varios Grandes Premios.
El punto culminante de la temporada de 1977 llegó en el Gran Premio de Suecia, en el circuito de Anderstorp, donde Tormo obtuvo su primera victoria en el Campeonato del Mundo. Bajo condiciones de lluvia, dominó la carrera y terminó en primer lugar, con Ángel Nieto en segunda posición. Tormo afirmaría más tarde que aquel día sentía una gran presión en Anderstorp porque su equipo, Bultaco, le había encomendado la victoria. Ángel Nieto tenía el campeonato de pilotos casi asegurado, por lo que se le pidió a Tormo que se centrara en ganar la carrera para asegurar también el campeonato de marcas para Bultaco.
Esta victoria contribuyó a que Nieto se alzara con el título mundial y aseguró a Tormo el tercer puesto en la clasificación general de la temporada.

### El primer Campeonato del Mundo (1978)
La temporada de 1978 fue clave en la carrera de Ricardo Tormo. Como piloto principal de Bultaco en la categoría de 50 cc, comenzó la temporada con grandes expectativas y consiguió resultados destacados. 
Durante la temporada, Ricardo Tormo logró cinco victorias en los Grandes Premios de las Naciones (Mugello), Bélgica (Spa-Francorchamps), Alemania Occidental (Nürburgring), Checoslovaquia (Brno), donde ya se proclamó campeón matemáticamente, y Yugoslavia (Rijeka), además de obtener varios segundos puestos en España (Jarama) y Países Bajos (Assen). Estos resultados le permitieron asegurar el título mundial de 50 cc, convirtiéndose en el segundo piloto español en lograrlo tras Ángel Nieto.
Ese mismo año, antes de partir hacia Yugoslavia para afrontar la última carrera del campeonato, Tormo y su amigo Daniel Mateos fueron víctimas de un atraco en Barcelona. Mientras circulaban en el coche de Mateos, un Seat FU, dos individuos armados, que llegaron incluso a disparar dos tiros al aire para intimidarlos, le robaron más de treinta mil pesetas a Tormo y se llevaron el coche de Mateos. 
Posteriormente, Tormo descubrió que el asalto había sido perpetrado por el delincuente "El Vaquilla", quien fue arrestado tiempo después. Al ser detenido vestía una camiseta conmemorativa del campeonato de Tormo en 1978. Se trataba de una edición limitada producida por el motoclub Cullera y Tormo le había regalado algunas a Mateos poco antes del incidente.

### La crisis de Bultaco (1979)
En 1979, Ricardo Tormo corrió el mundial en las categorías de 50cc y 125cc con Bultaco. La empresa enfrentaba graves problemas laborales, que junto con dificultades comerciales, financieras y del entorno industrial, llevaron al cierre de la fábrica de Bultaco a finales de 1979. La familia Bultó ya no pudo volver a tomar el mando y la empresa se convirtió en una cooperativa laboral que sobrevivió hasta 1983. 
Esta situación afectó al desarrollo y la competitividad de las motos y aquel año, en la clasificación general del campeonato del mundo, Tormo quedó decimoséptimo en 50cc y séptimo en 125cc.

### El segundo Campeonato del Mundo (1981)
En 1980, Ricardo Tormo estuvo cerca de retirarse del motociclismo. Sin embargo, confiaba en que las Bultaco, con un buen mantenimiento y un equipo de confianza, podían ser competitivas. Decidido a evaluar el estado de las motos y la viabilidad del proyecto, se reunió con los directivos de Bultaco. La fábrica, que había reabierto como cooperativa laboral, mostró una actitud positiva hacia su propuesta.
Tormo, junto a su mecánico Ángel Carmona, formó un equipo independiente para competir en 1981. El proyecto recibió un impulso clave cuando Motul, representada por Ángel Pons, accedió a patrocinar la iniciativa, cubriendo los gastos. Así, lograron que Bultaco les cediera las motos del departamento de carreras a un precio razonable, además de permitirles acceso a las instalaciones de pruebas y repuestos. De esta manera, nació el equipo Motul-Bultaco, con la colaboración también de la empresa Tabervall, que ayudó a impulsar el regreso de Tormo a las pistas.
El acuerdo fue esencial para que Tormo pudiera seguir compitiendo a nivel mundial, combinando su perseverancia con un apoyo técnico y económico que revitalizó su carrera en un momento crucial.
La temporada comenzó con dificultades mecánicas en la primera carrera, que fue ganada por el suizo Stefan Dörflinger. Sin embargo, Tormo se impuso en las siguientes tres carreras. En Assen, pese a contar con una moto inferior, presionó tanto a Dörflinger que este terminó cayéndose en la última vuelta, lo que permitió a Tormo tomar la delantera en el campeonato, dominando la categoría y adjudicándose seis de los ocho Grandes Premios de los que constaba la temporada.
La lesión impidió a Dörflinger competir y continuar la temporada y Tormo se proclamó Campeón del Mundo de 50 cc en la penúltima carrera del Mundial que tuvo lugar en Imola (Gran Premio de San Marino). Además, ese mismo año, Tormo participó en algunas carreras de 125 cc con una Sanvenero, cuyo mejor resultado fue una victoria en el Gran Premio de Suecia.

### Temporada 1982
En 1982, Tormo presentó el proyecto "Tormo '82", que incluyó la adquisición de un camión-vivienda apodado "Tormobús" y, para la  gestión de los aspectos comerciales, se creó la empresa "Ricardo Tormo Merchandising, S.A.".
Ese año, planeaba competir en tres categorías: 50 cc con una Kreidler, 125 cc con la Sanvenero oficial y 250 cc con una Bartol, Sin embargo, antes del inicio de la temporada, la empresa holandesa Van Veen, encargada de gestionar Kreidler, se declaró en suspensión de pagos. Esto obligó a Tormo a utilizar de nuevo la Bultaco de 1981 para competir en 50 cc donde consiguió un cuarto puesto en el campeonato.
En la categoría de 125 cc, Tormo mostró competitividad con la Sanvenero, aunque el dominio de Ángel Nieto con la Garelli fue abrumador. No obstante, Tormo logró una única victoria en seco en el Gran Premio de Bélgica. Ésta fue la única prueba de su carrera en la categoría de 125 cc que ganó bajo estas condiciones meteorológicas.
El tercer Gran Premio del mundial de motociclismo de velocidad de esa temporada, disputado en Nogaro (Francia), estuvo marcado por un boicot debido a las malas condiciones de la pista, con un asfalto deteriorado y además cubierto de goma, debido a las pruebas automovilísticas que se habían producido con anterioridad, lo que representaba un serio peligro para la seguridad de los corredores. Entre los pilotos de 125cc que se sumaron al boicot, además de Nieto y Tormo, estuvieron Bruno Kneubühler (MBA), Eugenio Lazzarini (Garelli), y Hans Müller (MBA). Estos corredores tomaron la decisión de no competir, siguiendo el ejemplo de sus colegas de categorías superiores.
Durante el Gran Premio de Silverstone, Tormo y Nieto protagonizaron un duelo épico que se resolvió por un margen tan pequeño que incluso Nieto dudó de haber ganado.
Además, ese año, Tormo cedió sus motos a un joven piloto llamado Jorge Martínez "Aspar", permitiéndole participar en el Campeonato de España, lo que resultó crucial para su posterior éxito en el motociclismo.

### Temporada de 1983
En 1983, Ricardo Tormo centró sus expectativas en la categoría de 125cc, tras una prometedora temporada en 1982 con la escudería italiana Sanvenero. Durante ese año, Tormo había conseguido varios podios, demostrando su competitividad. Sin embargo, los problemas financieros del equipo impidieron la continuidad del proyecto. Ante la falta de ofertas atractivas, Tormo adquirió una MBA 125cc para competir por su cuenta.
La temporada comenzó de forma brillante para Tormo, logrando una victoria en el Gran Premio de Francia, en el circuito de Le Mans. A pesar de sufrir problemas mecánicos a lo largo del año, logró ganar esa primera carrera de la temporada. Además, consiguió un segundo puesto en Silverstone y un tercer lugar en Brno. Finalmente Tormo quedaría quinto en la clasificación general del octavo de litro.
Ese año, la escudería Garelli enfrentó un problema inesperado: Eugenio Lazzarini, su principal piloto en la categoría de 50cc, sufrió una grave caída en el Gran Premio de Yugoslavia, donde se fracturó varias costillas y se lesionó las manos y la cara. Ante la necesidad de asegurar el campeonato de marcas, Garelli decidió contactar a Ángel Nieto para recomendar un sustituto. Nieto no dudó en sugerir a Ricardo Tormo como el piloto capaz de competir con el suizo Stefan Dorflinger, el principal rival de Lazzarini.
Tormo aceptó la oferta de Garelli para competir en las últimas carreras de la temporada en 50cc. Sin embargo, su participación en Yugoslavia no fue afortunada: se quedó sin gasolina cuando faltaba media vuelta para terminar la carrera, después de haber abandonado también la prueba de 125cc por la rotura de su motor. Ese Gran Premio estuvo marcado por la trágica muerte de Rolf Rüttimann en un accidente durante la carrera.
En el Gran Premio de los Países Bajos, en el circuito de Assen, Tormo terminó tercero en la categoría de 50cc, detrás de Lazzarini y Dorflinger, quienes protagonizaron una intensa lucha por la victoria. Tormo arrancó mal la carrera, pero logró remontar posiciones a lo largo de las vueltas, aunque sin poder igualar el ritmo de los líderes. La actuación de Tormo fue destacada, pero su Garelli no tenía el mismo nivel competitivo que la de Lazzarini, limitando sus posibilidades de luchar por el triunfo.
La temporada culminó en el Gran Premio de San Marino. En esta ocasión, Tormo logró una notable victoria en la categoría de 50cc, superando a Dorflinger, quien finalizó segundo. Con esta victoria, Tormo se adjudicó la última victoria la categoría de 50cc, que a la postre sería la última edición que se disputaría en el Mundial de Motociclismo. El año siguiente fue sustituida por la cilindrada de 80cc.

### Fichaje por Derbi y accidente (1984)
En 1984, Ricardo Tormo fichó con Derbi para liderar un nuevo proyecto en la categoría de 80 cc, que debutaba ese año en el Campeonato del Mundo de Motociclismo. Insistió en incluir a Jorge Martínez "Aspar" en el equipo, un joven piloto valenciano que había demostrado talento y a quien Tormo ya había ayudado previamente.
El equipo Derbi, patrocinado por Ducados, se presentó oficialmente en el otoño de 1983. Tormo comenzó la temporada de 1984 compitiendo en el Campeonato de España para acumular experiencia y poner a punto las motos antes del inicio del Mundial. En la primera carrera nacional en Cullera, Tormo logró la victoria en la categoría de 80 cc, seguido de "Aspar" en segunda posición.
Durante el primer Gran Premio del Campeonato del Mundo, en Misano, el equipo enfrentó dificultades logísticas y condiciones climáticas adversas durante los entrenamientos, lo que impidió ajustar adecuadamente las motos. En la carrera, Tormo se vio obligado a abandonar debido a problemas mecánicos cuando rodaba en segunda posición, mientras que "Aspar" finalizó séptimo.
Antes del Gran Premio de España en el Jarama, el equipo decidió realizar pruebas adicionales para mejorar el rendimiento de las motocicletas. El circuito permanente más cercano, Calafat, no ofrecía las condiciones ideales para los ensayos, especialmente por la falta de una recta suficientemente larga. Por ello, optaron por realizar los entrenamientos en un polígono industrial en Martorelles, cerca de la fábrica de Derbi.
Durante estas pruebas en abril de 1984, Ricardo Tormo sufrió un grave accidente. Mientras rodaba a más de 160 kilómetros por hora, un vehículo Simca 1200 ajeno al equipo ingresó inesperadamente en la zona donde se realizaban los ensayos. La colisión resultante causó lesiones severas a Tormo. Este accidente puso fin a su carrera como piloto profesional.

En palabras de Tormo:
Tombas me comentó que la moto tenía un fallo de carburación que en el banco de pruebas no se podía subsanar, por lo que en fábrica se tomó la decisión de probarla en un polígono industrial de Martorellas que está junto a Derbi. Estábamos todos tan ilusionados, que decidimos rodar un poco para encontrar la carburación idónea. En otras muchas ocasiones en Derbi ya se habían realizado pruebas en aquel polígono, por lo que no era la primera vez que se rodaba allí. Estaba toda la plantilla del equipo de carreras y se tomaron todo tipo de precauciones, pero por desgracia no fueron las suficientes, y en la tercera pasada por una recta y cuando iba a 160 kilómetros por hora, de pronto me encontré con un coche en mi trayectoria. Traté de esquivarlo, pero no pude, aunque sí eludí el darle de lleno, fue imposible evitar la colisión del lateral derecho de mi moto con la parte frontal del coche (era un Simca 1200). El impacto fue brutal y yo salí despedido a más de cuarenta metros del lugar del accidente, según el atestado que se hizo posteriormente.
Tras el accidente, fue trasladado de urgencia a la Residencia "Valle de Hebrón", donde fue sometido a una intervención quirúrgica de más de ocho horas. Este accidente marcó el final de su carrera como piloto profesional. Una vez finalizada la intervención, el doctor Fisas, jefe del equipo quirúrgico, proporcionó el siguiente parte médico:
Ricardo Tormo Blaya ingresó a las 21 horas de ayer, presentando las siguientes lesiones, producidas por un accidente de moto en carretera: shock traumático, fractura abierta del fémur derecho, con lesión de la arteria y vena femorales, parálisis del nervio ciático interno y externo, atricción masiva de partes blandas; fractura abierta del húmero derecho, fractura abierta de tibia izquierda, fractura del cuello del fémur derecho, fracturas menores, heridas, contusiones y erosiones varias.
El pronóstico era gravísimo, especialmente en cuanto a la conservación de la extremidad inferior derecha. Tras estabilizar el shock, la lesión en el muslo derecho fue tratada quirúrgicamente mediante la reparación de los vasos femorales, fijación de la fractura con medios externos y reconstrucción de las partes blandas. El resto de las lesiones fueron tratadas provisionalmente por medios no invasivos.

## Retirada como piloto y vida posterior

### Desde 1984 hasta 1998
A partir de entonces, Ricardo Tormo siguió ligado al mundo de las dos ruedas, sobre todo ayudando a pilotos jóvenes con talento. En 1987, asumió la dirección del equipo español para el Campeonato Europeo de Motociclismo, en el que los pilotos Julián Miralles y Alex Crivillé , que competían para Derbi, quedaron en primera y en tercera posición, respectivamente, en clasificación final. 
Además de su labor en el ámbito deportivo, Tormo también participó en iniciativas relacionadas con la seguridad vial. Fue parte de diversas campañas para la promoción del uso del casco y formó parte de la Taula contra els Accidents de Trànsit, una institución dedicada a reducir los accidentes de tráfico.  
En 1994, fue condecorado con la más Alta Distinción de la Generalidad Valenciana y editó, en colaboración con el periodista Paco Desamparados, un libro autobiográfico titulado "Yo Ricardo. Una vida por y para la moto".
El 27 de diciembre de 1998, Ricardo Tormo falleció en Valencia a causa de una leucemia que le fue detectada en el año 1996. En su memoria, se inauguró el  "Circuito de la Comunidad Valenciana Ricardo Tormo", sede de importantes competiciones como los Grandes Premios del Mundial de Motociclismo.

## Resultados en el Campeonato del Mundo
Sistema de puntuación desde 1969 hasta 1987:
| Posición | 1.º | 2.º | 3.º | 4.º | 5.º | 6.º | 7.º | 8.º | 9.º | 10.º |
| Puntos   | 15  | 12  | 10  | 8   | 6   | 5   | 4   | 3   | 2   | 1    |

### Carreras por año
(Carreras en negrita indica pole position, carreras en cursiva indica vuelta rápida)
| Año  | Cat.  | Equipo            | 1       | 2       | 3       | 4       | 5       | 6       | 7       | 8       | 9       | 10      | 11      | 12      | 13      | 14    | Pos. | Pts. | Victorias |
| ---- | ----- | ----------------- | ------- | ------- | ------- | ------- | ------- | ------- | ------- | ------- | ------- | ------- | ------- | ------- | ------- | ----- | ---- | ---- | --------- |
| 1973 | 50cc  | Derbi             | GER -   | NAT -   | YUG -   | NED -   | BEL -   | SWE -   | ESP 10  |         |         |         |         |         |         |       | 28.º | 1    | 0         |
| 1975 | 50cc  | Kreidler          | ESP ̟12  |         |         | GER -   | NAT -   |         | NED -   | BEL -   |         | SWE -   | FIN -   |         | YUG -   |       | 0    | -    | 0         |
| 1976 | 50cc  | Kreidler          | FRA -   | NAT -   | NED -   | BEL -   | SWE -   | FIN -   | GER -   | ESP 6   |         |         |         |         |         |       | 19.º | 5    | 0         |
| 1977 | 50cc  | Bultaco           | GER 11  | NAT 2   | ESP 3   | YUG 2   | NED 2   | BEL 4   | SWE 1   |         |         |         |         |         |         |       | 3.º  | 69   | 1         |
| 1978 | 50cc  | Bultaco           |         | ESP 2   |         |         | NAT 1   | NED 2   | BEL 1   |         |         |         | GER 1   | CZE 1   | YUG 1   |       | 1.º  | 99   | 5         |
| 1978 | 125cc | Bultaco           | VEN -   | ESP -   | AUT 10  | FRA Ret | NAT -   | NED -   | BEL -   | SWE -   | FIN -   | GBR -   | GER -   |         | YUG -   |       | 30.º | 1    | 0         |
| 1979 | 50cc  | Bultaco           |         |         | GER Ret | NAT -   | ESP -   | YUG 5   | NED Ret | BEL DNS |         |         |         |         | FRA Ret |       | 17.º | 6    | 0         |
| 1979 | 125cc | Bultaco           | VEN -   | AUT DNQ | GER Ret | NAT -   | ESP -   | YUG Ret | NED 2   | BEL DNS | SWE 12  | FIN 1   | GBR 12  | CZE Ret | FRA 2   |       | 7.º  | 39   | 1         |
| 1980 | 50cc  | Kreidler Van Veen | NAT Ret | ESP 5   |         | YUG 1   | NED 1   | BEL Ret |         |         |         | GER Ret |         |         |         |       | 4.º  | 36   | 2         |
| 1980 | 125cc | MBA               | NAT -   | ESP 5   | FRA -   | YUG Ret | NED 6   | BEL 9   | FIN -   | GBR -   | CZE -   | GER Ret |         |         |         |       | 12.º | 13   | 0         |
| 1981 | 50cc  | Motul Bultaco     |         |         | GER Ret | NAT 1   |         | ESP 1   | YUG 1   | NED 1   | BEL 1   | RSM 1   |         |         |         | CZE - | 1.º  | 90   | 6         |
| 1981 | 125cc | Sanvenero         | ARG 12  | AUT -   | GER Ret | NAT -   | FRA -   | ESP DNQ | YUG -   | NED 8   |         | RSM 4   | GBR 9   | FIN 4   | SWE 1   | CZE - | 8th  | 36   | 1         |
| 1982 | 50cc  | Motul Bultaco     |         |         |         | ESP Ret | NAT 2   | NED 3   |         | YUG 3   |         |         |         |         | RSM -   | GER 4 | 4.º  | 40   | 0         |
| 1982 | 125cc | Sanvenero         | ARG 2   | AUT Ret | FRA WD  | ESP 8   | NAT Ret | NED 5   | BEL 1   | YUG Ret | GBR 2   | SWE Ret | FIN Ret | CZE 3   |         |       | 5.º  | 52   | 1         |
| 1983 | 50cc  | Garelli           | FRA -   | NAT -   | GER -   | ESP -   |         | YUG Ret | NED 3   |         |         |         | RSM 1   |         |         |       | 7.º  | 25   | 1         |
| 1983 | 125cc | MBA               | FRA 1   | NAT 4   | GER Ret | ESP 10  | AUT 11  | YUG Ret | NED 2   | BEL 3   | GBR Ret | SWE 5   | RSM Ret |         |         |       | 5.º  | 52   | 1         |
| 1984 | 80cc  | Derbi             | NAT Ret | ESP -   | AUT -   | GER -   | YUG -   | NED -   | BEL -   | RSM -   |         |         |         |         |         |       | -    | 0    | 0         |

## Premios
- Medalla de oro al mérito motociclista de la R.F.M.E.
- Medalla de oro al mérito deportivo de la Generalidad Valenciana.
- Insignia de oro y brillantes del Valencia C. F.

## Obras sobre Ricardo Tormo
- Yo, Ricardo. Una vida por y para la moto (Ricardo Tormo, Paco Desamparados). Editorial Ricardo Tormo Blaya, 1 de enero de 1994, ISBN-10: 8460515508, ISBN-13: 978-8460515500.
- Ricardo Tormo (Josep Blay, ilustraciones de Albert Quiñones). ISBN: 978-84-19787-29-3.
- Mis conversaciones con Ricardo y sus amigos (Paco Desamparados). Editorial Círculo Rojo, 2 de febrero de 2016, ISBN-10: 849126034X, ISBN-13: 978-8491260349.
- Ricardo Tormo, la forja de un campeón (Documental). Director: Kiko Martínez, 2004. Escritores: Josep Blay, Kiko Martínez. Productor: Miguel E. González. Compositor: Víctor Tomé. Cinematógrafo: José Antonio Espino. Editor: Christian Hervás.
- El grupo de pop español Los Sencillos le dedicó un álbum titulado Bultacos y montesas (1997).

## Imágenes

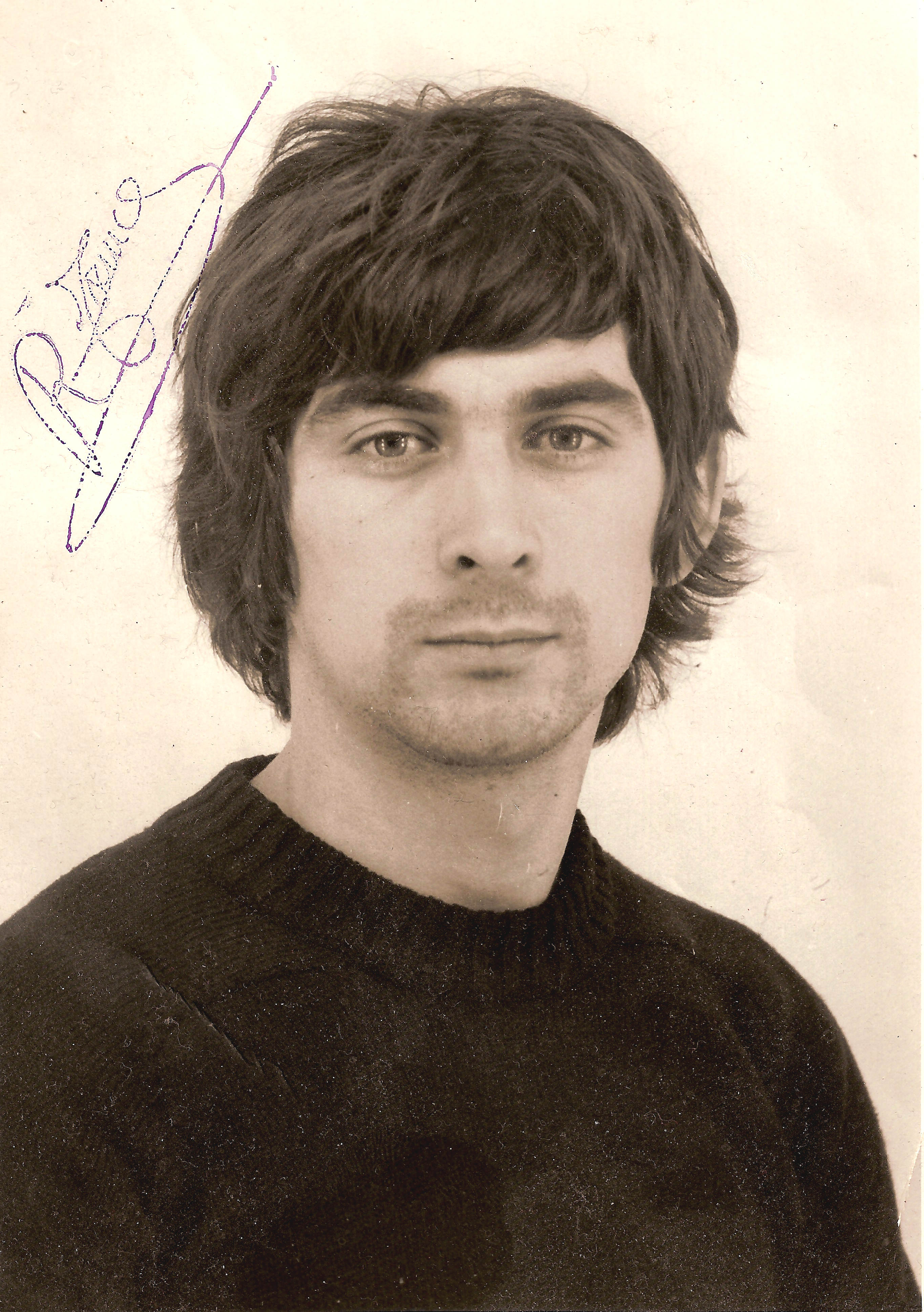
Una foto de Ricardo Tormo autografiada.
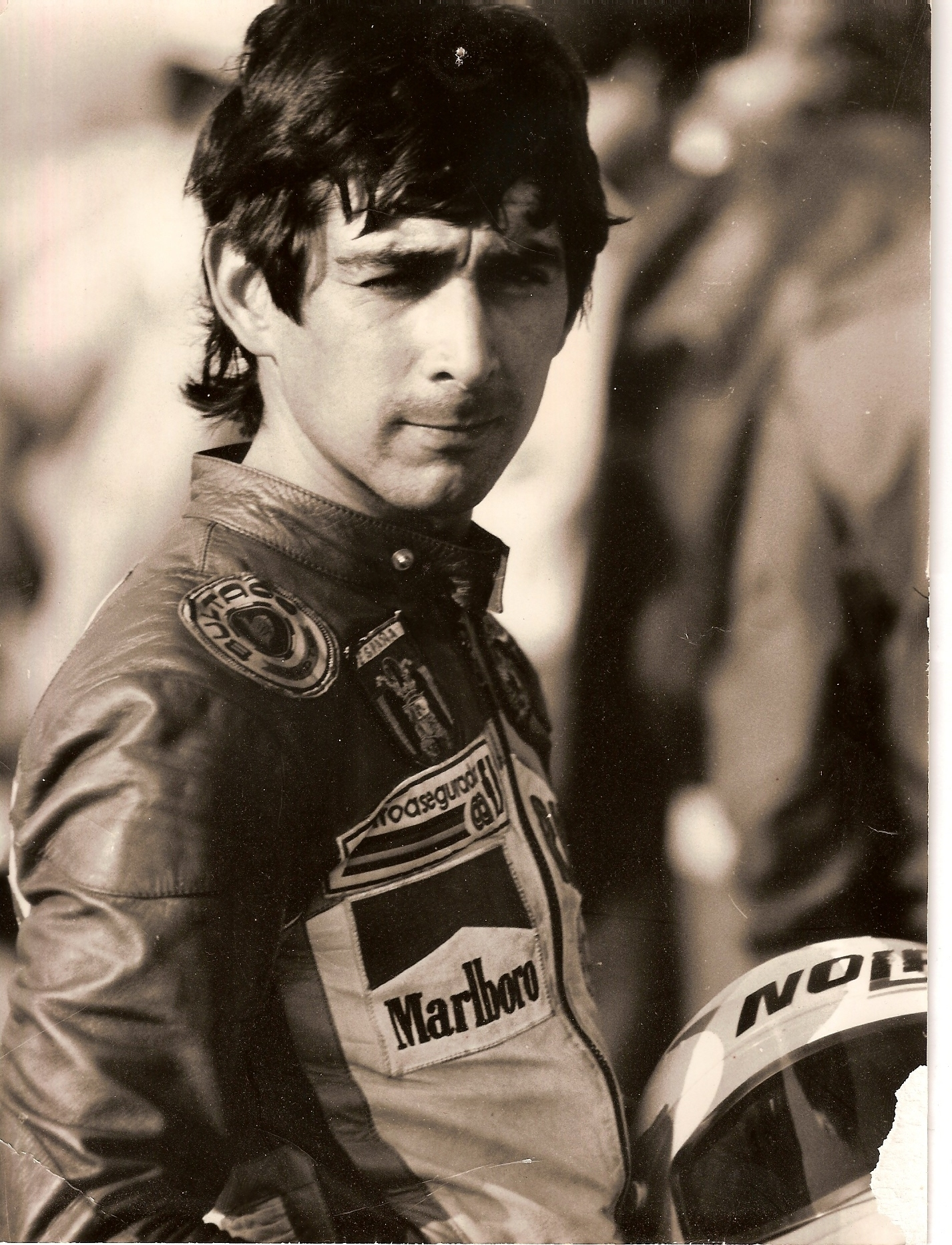
Ricardo Tormo sosteniendo su mítico casco Nolan